# Adaptive forventninger
I økonomi er adaptive forventninger en proces, hvor mennesker danner deres forventninger om, hvad der vil ske i fremtiden, baseret på hvad der er sket i fortiden. For eksempel vil folk revidere forventningerne til fremtiden, hvis inflationen viser sig at være højere end tidligere forventet.
En simpel version af adaptive forventninger er angivet i følgende ligning, hvor {\displaystyle p^{e}} er forventningen lige nu til næste års inflation; {\displaystyle p_{-1}^{e}} er det inflationsniveau, der sidste år blev forventet at være gældende i år; og {\displaystyle p} er den faktiske inflation i år:
{\displaystyle p^{e}=p_{-1}^{e}+\lambda (p-p_{-1}^{e}),}
hvor {\displaystyle \lambda } er et tal mellem 0 og 1. Formlen siger, at de nuværende forventninger til den fremtidige inflation afspejler tidligere forventninger og et fejljusteringsled, hvor de nuværende forventninger op- eller nedjusteres i henhold til forskellen mellem den faktiske inflation og tidligere forventninger. 
Teorien om adaptive forventninger kan anvendes på alle tidligere perioder, sådan at de nuværende inflationsforventninger kan skrives som:
{\displaystyle p^{e}=\lambda \sum _{j=0}^{\infty }((1-\lambda )^{j}p_{j}),}
hvor {\displaystyle p_{j}} er lig med den faktiske inflation for {\displaystyle j} år siden. Den aktuelle forventede inflation afspejler således et vejet gennemsnit af al tidligere inflation, hvor vægtene bliver mindre og mindre, efterhånden som vi bevæger os længere tilbage i fortiden.
Når aktørerne gør en forudsigelsesfejl som følge af et stokastisk stød, vil de aldrig være i stand til korrekt at forudsige prisniveauet igen, selv hvis prisen ikke udsættes for yderligere stød, da de altid kun tager højde for en del af deres fejl. Den tilbageskuende karakter af forventningsantagelsen og de deraf følgende systematiske fejl begået af aktørerne opfattedes som utilfredsstillende af økonomer som John Muth. Han blev en central person i udviklingen af en alternativ model for, hvordan forventninger dannes, nemlig rationelle forventninger. Disse har i vid udstrækning erstattet adaptive forventninger i makroøkonomisk teori, da den rationalitetsantagelse, der er forbundet med dem, er bedre i overensstemmelse med andre dele af den økonomiske teori. 
Adaptive forventninger indgik i den udgave af Phillipskurven, som Milton Friedman udarbejdede. Friedman mente, at lønmodtagere danner adaptive forventninger, og dermed kan myndighederne overraske dem via uventede pengepolitiske ændringer. Eftersom aktører lider af pengeillusion, er de ikke i stand til korrekt at opfatte pris- og lønudviklingen. Dermed kan arbejdsløshed altid reduceres via en monetær ekspansion. Resultatet er en stigende inflation, hvis regeringen vælger at opretholde en meget lav arbejdsløshed i en længere periode. Men indenfor denne ramme er det klart, hvorfor og hvordan adaptive forventninger er problematiske. Aktører antages vilkårligt at ignorere oplysninger, som ellers ville påvirke deres forventninger. Det kunne eksempelvis være udmeldinger fra politikerne om, hvad de har tænkt sig at gøre. Derfor betragtes teorien om adaptive forventninger ofte som en afvigelse fra den rationelle tradition indenfor økonomi.